# 暁の追跡
『暁の追跡』（あかつきのついせき）は、1950年10月3日に公開された日本映画。劇場公開時タイトルは『曉の追跡』。『警察官と暴力団』と改題され、1959年8月22日に再公開された短縮版が存在する。

## 解説
カメラを交番の中に据え、ドキュメンタリー・タッチで警官の活躍を描いたもの。のちの様式美に至る様々な手法を模索していた時代の佳作。東宝争議で東宝を退社し、個人のプロダクションを作っていた田中友幸が、国家地方警察の警視長をしていた中川淳の著作を原作に新東宝に持ち込んだ企画で、警視庁が製作に全面協力している。警察のPR要素のある企画だったが、警邏官が主役の映画が撮りたいと考えていた監督の市川崑は、特に抵抗を感じることなく製作に入り、脚本は担当した新藤兼人に一任をして撮影に専念した。映画監督として先輩でもある新藤から「ドキュメンタリー・タッチで撮った方が良い」との助言を受け、市川も警官の生活を克明に描きたいという考えからオールロケーションを敢行した。当時、新橋駅の表正面の広場にあった交番で主だった撮影は行われ、警視庁の後援もあって撮影は滞りなく行われたが、撮影中、通行人が出演者の池部良や水島道太郎を本物の警官と勘違いして道案内や揉め事の仲裁を求めてくることもあったという。終盤の警官隊と密輸団との銃撃戦が行われる廃墟は、当時の築地周辺に残されていた空襲跡地の倉庫街で行われ、本物の警察官が多数出演している。

## キャスト
- 池部良:石川巡査
- 水島道太郎:山口巡査
- 伊藤雄之助:檜巡査
- 田崎潤:伊達巡査
- 杉葉子:友子
- 野上千鶴子:雪江
- 江見渉:八郎
- 三原純:津川警部補
- 菅井一郎:人見捜査主任
- 島田友三郎:加藤刑事
- 岩宮忠三郎:吉村刑事
- 今清水基二:小田切巡査
- 沢村昌之助:三好巡査
- 柳谷寛:田部巡査
- 藤原釜足:佐野巡査
- 石黒達也:石黒警部補
- 久保春二:佐伯警部
- 長浜藤夫:舟木
- 清水元:野上
- 高木昇:森川
- 西川敬三郎:銀次郎
- 富田仲次郎:阿久根倫三
- 高堂國典:珍々亭の親父
- 横山運平:麹町の老人
- 清川荘司:ホールのマネージャー
- 大倉文雄:ビルの管理人
- 中村是好:舟木家の家主
- 北林谷栄:舟木の妻ふじ
- 三条利喜江:厚化粧の女
- 原文雄:金を借りに来る男
- 若月輝夫:酔漢Ａ
- 佐川滉:酔漢Ｂ
- 山室耕:刺青の男
- 田中義雄:舟木の子供
- 伊藤忠:田部の子供
- 岡崎夏子:中年の婦人
- 山川朔太郎:株屋の中原
- 鮎川浩:ねぼけ男
- 杉寛、千葉徹、河野弘、新ばし梅香：役柄不明

## スタッフ
- 監督：市川崑
- 製作：田中友幸
- 企案：中川淳（国家地方警察本部警務部長・警視長）
- 脚本：新藤兼人
- 撮影：横山実
- 照明：石井長四郎
- 録音：根岸壽夫
- 編集：長田信
- 美術：中古智
- 音楽：飯田信夫
- 特殊技術：新東宝特殊技術
- 警察補導：高根澤勝雄
- 後援：国家地方警察本部
- 援助：東京警視庁、日本電報通信社
- 助監督：勝俣真喜治
- 製作主任：平木政之助